# Équipe de Zambie des moins de 20 ans de football
Maillots
L'équipe de Zambie de football des moins de 20 ans est une sélection de joueurs de moins de 20 ans au début des deux années de compétition placée sous la responsabilité de la Fédération de Zambie de football.

## Histoire
L’équipe de la Zambie et l’équipe la plus titrée de la zone COSAFA avec 12 titre.

## Parcours en compétition internationale

### Coupe du monde des moins de 20 ans
| Coupe du monde des moins de 20 ans | Coupe du monde des moins de 20 ans | Coupe du monde des moins de 20 ans | Coupe du monde des moins de 20 ans | Coupe du monde des moins de 20 ans | Coupe du monde des moins de 20 ans | Coupe du monde des moins de 20 ans | Coupe du monde des moins de 20 ans |
| Année                              | Tour                               | J                                  | G                                  | N                                  | P                                  | Bp                                 | Bc                                 |
| ---------------------------------- | ---------------------------------- | ---------------------------------- | ---------------------------------- | ---------------------------------- | ---------------------------------- | ---------------------------------- | ---------------------------------- |
| 1977                               | Non participant                    | -                                  | -                                  | -                                  | -                                  | -                                  | -                                  |
| 1979                               | Non participant                    | -                                  | -                                  | -                                  | -                                  | -                                  | -                                  |
| 1981                               | Non participant                    | -                                  | -                                  | -                                  | -                                  | -                                  | -                                  |
| 1983                               | Non participant                    | -                                  | -                                  | -                                  | -                                  | -                                  | -                                  |
| 1985                               | Non participant                    | -                                  | -                                  | -                                  | -                                  | -                                  | -                                  |
| 1987                               | Non participant                    | -                                  | -                                  | -                                  | -                                  | -                                  | -                                  |
| 1989                               | Non participant                    | -                                  | -                                  | -                                  | -                                  | -                                  | -                                  |
| 1991                               | Non participant                    | -                                  | -                                  | -                                  | -                                  | -                                  | -                                  |
| 1993                               | Non participant                    | -                                  | -                                  | -                                  | -                                  | -                                  | -                                  |
| 1995                               | Non participant                    | -                                  | -                                  | -                                  | -                                  | -                                  | -                                  |
| 1997                               | Non participant                    | -                                  | -                                  | -                                  | -                                  | -                                  | -                                  |
| 1999                               | Premier tour                       | 3                                  | 1                                  | 1                                  | 1                                  | 5                                  | 8                                  |
| 2001                               | Non qualifiée                      | -                                  | -                                  | -                                  | -                                  | -                                  | -                                  |
| 2003                               | Non qualifiée                      | -                                  | -                                  | -                                  | -                                  | -                                  | -                                  |
| 2005                               | Non qualifiée                      | -                                  | -                                  | -                                  | -                                  | -                                  | -                                  |
| 2007                               | Huitième de finale                 | 4                                  | 1                                  | 1                                  | 2                                  | 4                                  | 5                                  |
| 2009                               | Non qualifiée                      | -                                  | -                                  | -                                  | -                                  | -                                  | -                                  |
| 2011                               | Non qualifiée                      | -                                  | -                                  | -                                  | -                                  | -                                  | -                                  |
| 2013                               | Non qualifiée                      | -                                  | -                                  | -                                  | -                                  | -                                  | -                                  |
| 2015                               | Non qualifiée                      | -                                  | -                                  | -                                  | -                                  | -                                  | -                                  |
| 2017                               | Quart de finale                    | 5                                  | 3                                  | 0                                  | 2                                  | 12                                 | 10                                 |
| 2019                               | Non qualifiée                      | -                                  | -                                  | -                                  | -                                  | -                                  | -                                  |
| 2023                               | Non qualifiée                      | -                                  | -                                  | -                                  | -                                  | -                                  | -                                  |
| Total                              | 3/23                               | 12                                 | 5                                  | 2                                  | 7                                  | 21                                 | 23                                 |

## Parcours en compétition continental

### Coupe d'Afrique des nations de football des moins de 20 ans
- 1979 : Non qualifiée
- 1981 : Non qualifiée
- 1983 : Non qualifiée
- 1985 : 1er tour
- 1987 : 1er tour
- 1989 : Non qualifiée
- 1991 : 4e
- 1993 : Non qualifiée
- 1995 :  Phases de groupes
- 1997 :  Phases de groupes
- 1999 : 4e
- 2001 : Non qualifiée
- 2003 : Non qualifiée
- 2005 : Non qualifiée
- 2007 : 4e
- 2009 : Non qualifiée
- 2011 : Non qualifiée
- 2013 : Non qualifiée
- 2015 : Phases de groupes
- 2017 :  Vainqueur
- 2019 : Non qualifiée
- 2021 : Non qualifiée
- 2023 : Phases de groupes
- 2025 : Qualifié

### Championnat des moins de 20 ans COSAFA
- en:COSAFA U-20 Challenge Cup
  - Vainqueur en (12)  1983,1986,1993,1995,1997,1999,2003, 2010 ,2011,2016,2019 et 2022
  - Finaliste en (5) 
1988,2004,2006, 2009 et 2024